# Preparat (biologia)
Preparat – zakonserwowany organizm lub jego część. Sporządza się go w celu przechowywania materiału biologicznego w stanie możliwie mało zmienionym.
Preparat biologiczny może służyć jako pomoc dydaktyczna, zwykle jednak ma zastosowanie naukowe. Może posłużyć do dalszych badań lub być okazem dowodowym dla konkretnego problemu badawczego.